# Jean Yi Yun-il
Pour les articles homonymes, voir Saint Jean et Yi.
Jean Yi Yun-il (en coréen 이윤일 요한) est un fermier et catéchiste laïc chrétien coréen, martyr et saint, né en 1823 dans le comté Hongju-gun de la province Chungcheong en Corée, et mort décapité le 21 janvier 1867 à Daegu, dans le Gyeongsang.
Reconnu martyr et béatifié en 1968 par le pape Paul VI, il est solennellement canonisé à Séoul par Jean-Paul II le 6 mai 1984 avec 102 autres martyrs de Corée. 
Saint Jean Yi Yun-il est fêté le 21 janvier et le 20 septembre.

## Biographie
Jean Yi Yun-il naît dans la province du Chungcheong en Corée en 1823. Il part s'installer à Mungyeong dans la province du Gyeongsang. Il est d'une famille catholique qui compte plusieurs catéchistes.
Il travaille comme fermier, se marie et a plusieurs enfants. De grande taille, barbu, il est réputé pour sa foi, sa piété et sa simplicité de caractère. Comme catéchiste, il fait de son mieux pour transmettre la foi. 
Au moment des persécutions, en novembre 1866 ou début décembre, il voit des policiers approcher de sa maison mais ne s'enfuit pas. À ceux-ci qui cherchent des catholiques, il répond qu'il l'est  mais n'en connaît pas d'autre dans le voisinage. Il y a tout de même huit personnes de sa maisonnée parmi les 20 arrêtées ce jour-là.
Ils sont emmenés d'abord à la prison de Mungyong, où Jean Yi est torturé une première fois, et ses biens sont saisis. Ils sont ensuite transférés à celle de Sangju. Jean Yi y refuse de renier sa foi. 
Les responsables catholiques sont mis à part. Jean Yi en fait partie ; il est condamné à mort le 4 janvier 1867. Il recommande à ses enfants de rentrer chez eux, de servir Dieu et de suivre son exemple. Il est de nouveau torturé, puis emmené à Daegu. Dans cette nouvelle prison, il passe son temps à prier, réconforte ses camarades de cellule et les engage à tenir bon dans la foi.
Jean Yi Yun-il est décapité le 21 janvier 1867 dans la banlieue de Daegu, capitale de la province du Gyeongsang,.

## Canonisation
Jean Yi Yun-il est reconnu martyr par décret du Saint-Siège le 4 juillet 1968 et ainsi proclamé vénérable. Il est béatifié (proclamé bienheureux) le 6 octobre suivant par le pape Paul VI.
Il est canonisé (proclamé saint) par le pape Jean-Paul II le 6 mai 1984 à Séoul au sein d'un groupe de 103 martyrs de Corée. 
Saint Jean Yi Yun-il est fêté le 21 janvier, jour anniversaire de sa mort, et le 20 septembre, qui est la date commune de célébration des martyrs de Corée.